# Victoria Durá Ojea
María Victoria Durá Ojea (Madrid, 1960) es una historiadora del arte española.
Formada en la Universidad Complutense de Madrid, fue discípula y colaboradora de José María de Azcárate. Trabajó en la Real Academia de Bellas Artes de San Fernando, donde editó diversas publicaciones de los fondos de la entidad. Establecida después en Tarrasa, se convirtió en conservadora de la colección de la Real Academia de Bellas Artes de San Jorge de Barcelona donde ha sido coautora del volumen Catàleg del Museu de la Reial Acadèmia de Belles Arts de Sant Jordi. I.- Pintura (1999) y autora única del volumen tercero del mismo catálogo dedicado al fondo de dibujos de Luis Rigalt (2002). Dedicada especialmente al estudio del arte académico ha publicado también Vistes de la Barcelona antiga (1998), Lluís Rigalt i Farriols (1814/94): catàleg dels fons del Museu Municipal Vicenç Ros i L'Enrajolada Casa Museu Santacana, y la Colección Bultó, con Ferran Balanza (2007), así como varios artículos y capítulos en catálogos de exposiciones retrospectivas y monografías de pintura.